# Wasyl Fortuna
Wasyl Fortuna – ukraiński działacz społeczny, poseł do Sejmu Krajowego Galicji I (1861–1867) i III kadencji (1870-1876), ksiądz greckokatolicki, pleban w Pomorzanach (powiat Zborów), parafii przy cerkwi Narodzenia Pańskiego w Tarnopolu.
Wybrany do Sejmu Krajowego w IV kurii obwodu Złoczów, z okręgu wyborczego nr 44 Załoźce-Zborów. Odznaczony Złotym Krzyżem Zasługi z Koroną